# Хамсун, Мари
Мари Гамсун (урожденная Мари Андерсен) (норв. Marie Hamsun ; 19 ноября 1881 года, Эльверум – 4 августа 1969 года, Норхольм) — норвежская актриса, писательница и политический деятель.

## Биография
Мари Андерсен родилась в городе Эльверум, Хедмарк, Норвегия. Была старшим ребенком в богатой семье. В 1897 году её семья переехала в город Осло, где отец в течение двадцати лет занимался торговлей недвижимостью, потом он купил ферму в Åneby, коммуне Ниттедал. Мари Андерсен училась в частной школе Рагна Нильсена, в 1901 году сдала выпускные экзамены. По окончании учебы она три года работала гувернанткой и учительницей. Потом устроилась на работу актрисой в театральную труппу, возглавляемую Дором Лавиком (Dore Lavik). В последующие годы гастролировала с труппой по Норвегии, пока в 1907 году не устроилась на работу в Норвежский национальный театр.

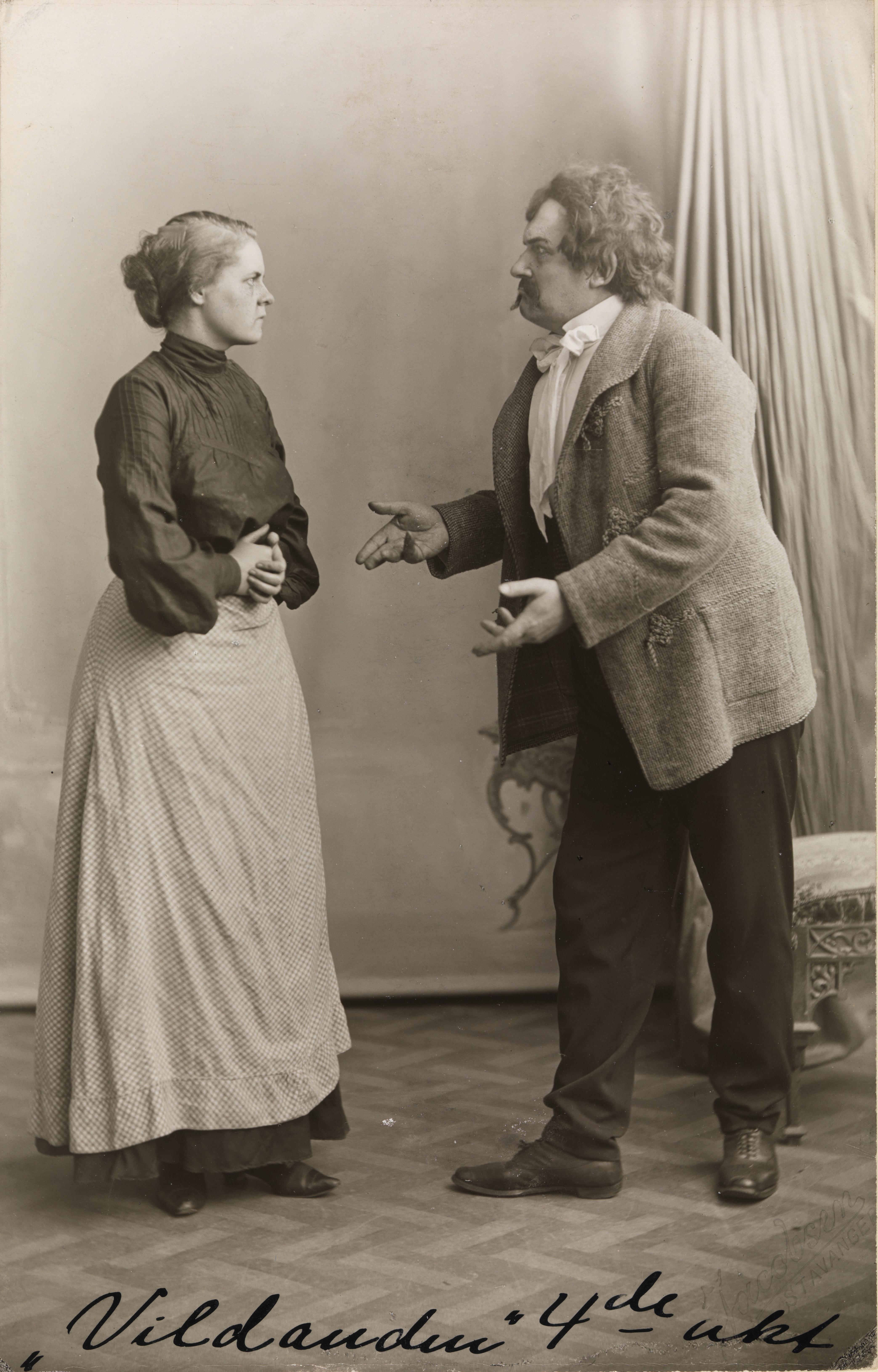
Мари Хамсун и Дор Лавик в пьесе «Дикая утка», 4-й акт

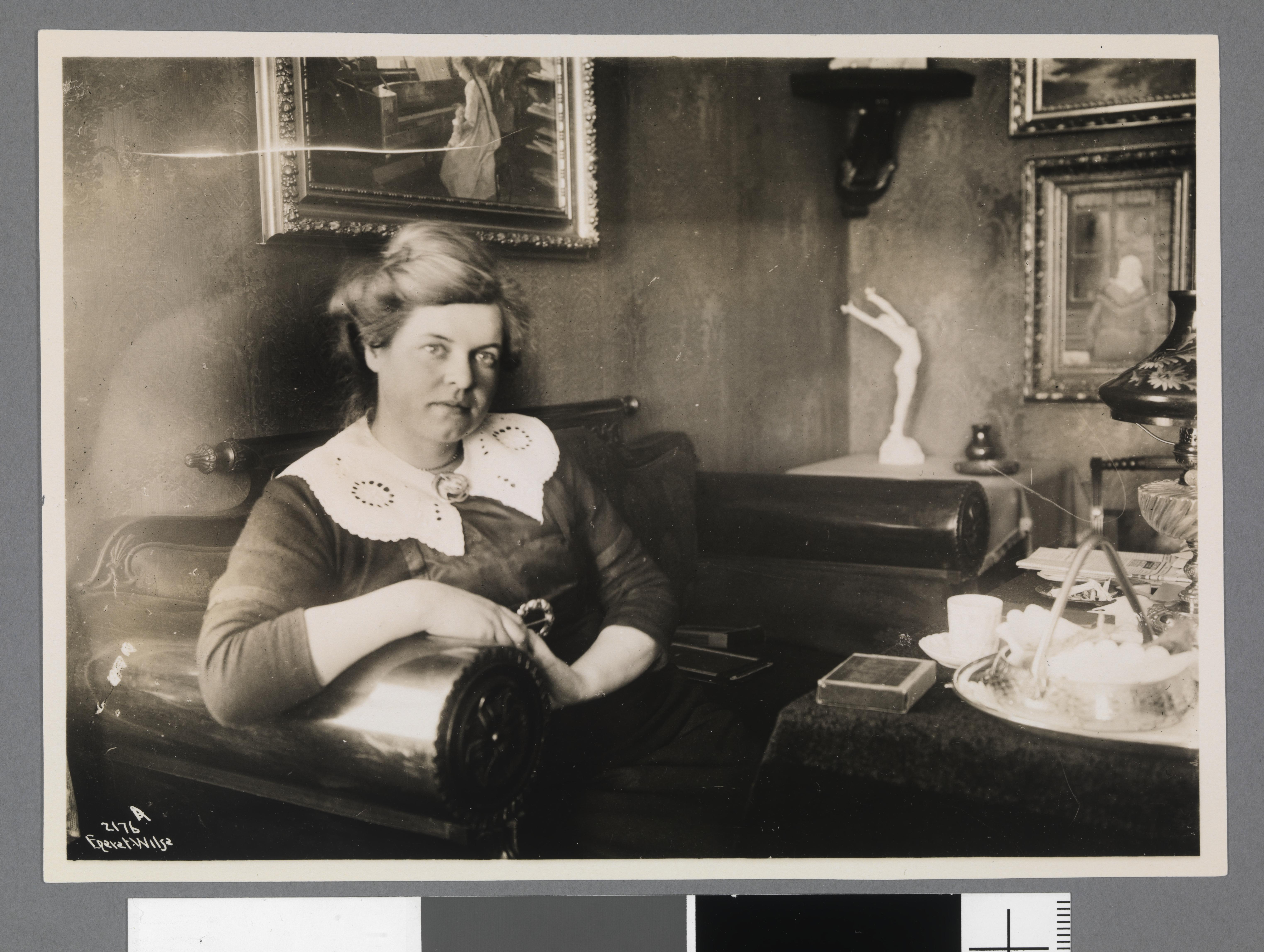
Мари Хамсун, 1914

В 1909 году вышла замуж за писателя Кнута Гамсуна, с которым у неё в последующем родилось четверо детей: сыновья Тор и Арильд, дочери Элеанора и Сесилия.
Мари Андерсен является автором двух сборников стихотворений и нескольких детских книг. Произведение Мари Андерсен (Гамсун) были переведены на шведский, немецкий, английский, латышский, финский и голландский языки. Она также издала две биографии о ее жизни с Кнутом Гамсуном: Regnbuen (Радуга) (1953) и Under gullregnen (1959).
Мари Гамсун разделяла политические взгляды мужа, поддерживающего режим Третьего Рейха и немецкие оккупационные войска Второй Мировой Войны. Она, как и глава норвежского правительства после оккупации Норвегии германскими войсками в период Второй мировой войны — Видкун Квислинг
были членами нацистской партии Национального единения Норвегии. В первые годы войны Мари Гамсун гастролировала по городам Германии, цитируя произведения Кнута Гамсуна.
В 1947 году Мари Гамсун была приговорена к трем годам лагерных работ за свои взгляды, но по всеобщей амнистии была заключена в тюрьму на 9 месяцев, после чего выпущена на свободу.
Мари Гамсун скончалась 4 августа 1969 года в Норхольме коммуны Гримстад.

## Библиография

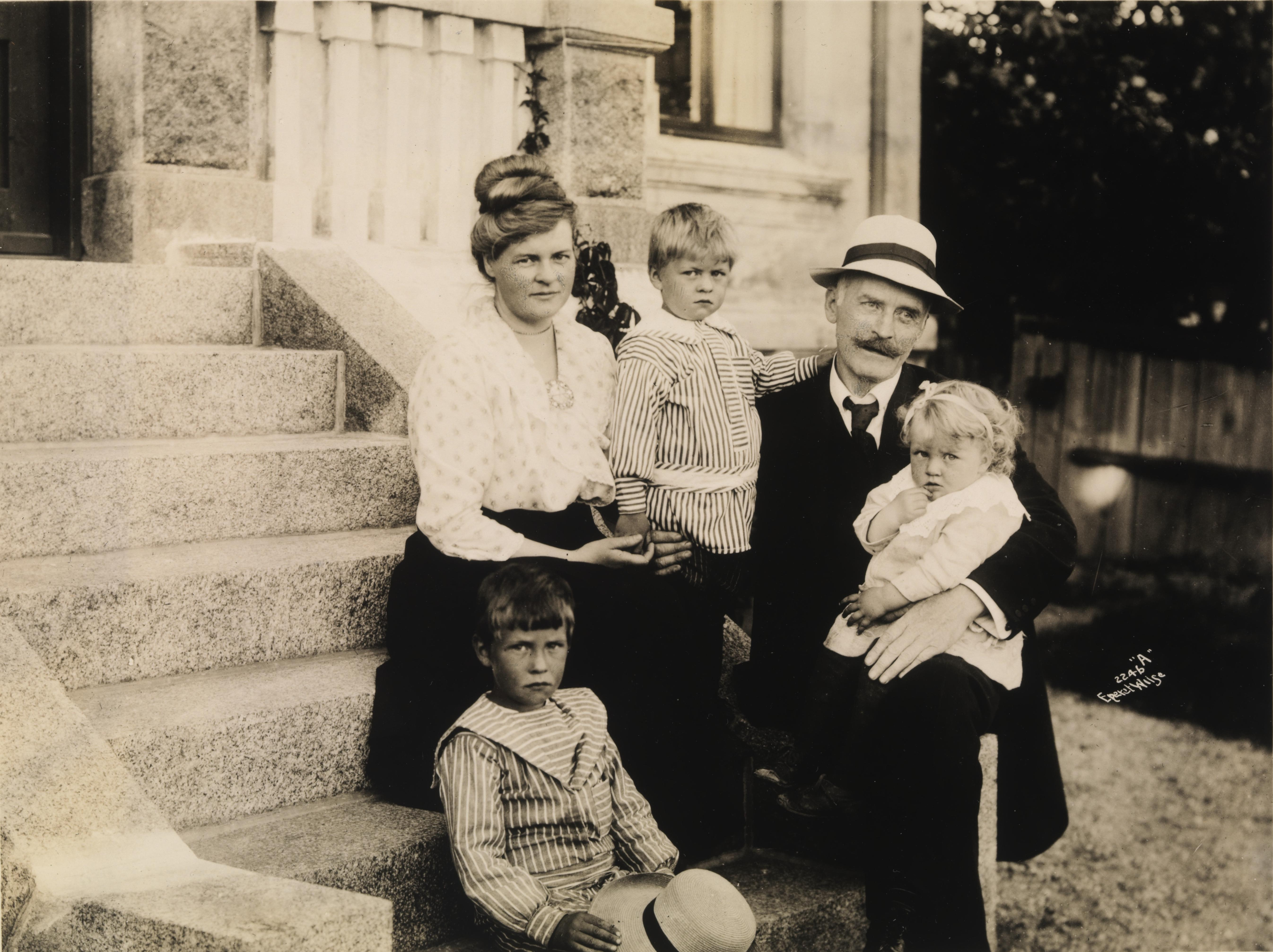
Мари и Кнут Хамсун с детьми Тором (1912-1995), Арильдом (1914-1988) и Элеанорой (1916-1987), 1917

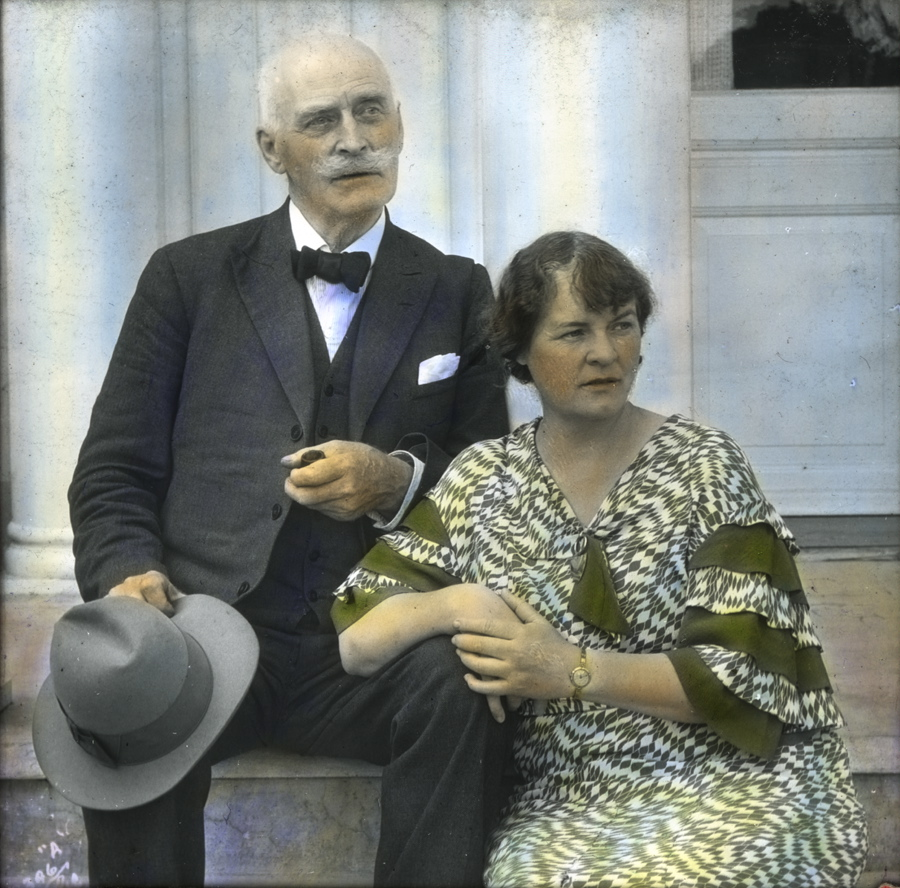
Мари и Кнут Хамсун, 1933